# As Fábulas Negras
Pour plus de détails, voir Fiche technique et Distribution.
As Fábulas Negras est un film d'épouvante brésilien indépendant à cinq sketches sorti en 2015.
Il réunit d'importants cinéastes d'horreur brésiliens pour mettre en scène cinq légendes de personnages issus de l'imaginaire populaire brésilien dans une ambiance macabre. José Mojica Marins, l'éternel Zé do Caixão, a été chargé de réaliser le segment O Saci, qui montre un côté sombre du célèbre personnage du folklore brésilien. Rodrigo Aragão (connu pour des films tels que Mangue Negro et A Noite do Chupacabras) a réalisé A Casa de Iara et O Monstro do Esgoto - ce dernier créé spécialement pour le film. L'équipe de réalisateurs est complétée par Peter Baiestorf (pt) et Joel Caetano, qui offrent au public leurs adaptations des personnages légendaires du loup-garou (dans Pampa Feroz) et de la Loira do Banheiro (litt. « blonde de salle de bains »), respectivement.

## Synopsis
Tout commence avec Crônicas do Esgoto, de Rodrigo Aragão, un mélange de légendes urbaines macabres et ironiques qui dépeint le drame d'une population terrorisée par un monstre carnivore qui habite le système d'assainissement hors de prix de la ville.
Pampa Feroz, de Peter Baiestorf (pt), un court métrage dont l'objectif est de découvrir l'identité du loup-garou qui dévore de nombreuses personnes.
O Saci, de José Mojica Marins. Le réalisateur met en pratique toute son expérience (derrière et aussi devant les caméras) et dépeint une histoire tendue de poursuite, entre « farces » et pièges du légendaire unijambiste. Une jeune fille traverse la forêt pour aller chercher du lait et apprend en chemin l'existence de Saci, qui punit ceux qui ne respectent pas les habitants de la forêt.
Loira do Banheiro, de Joel Caetano, est fortement influencé par les récits d'horreur japonais. Il raconte l'histoire d'un pensionnat hanté. L'épisode suit une ligne plus suspensive et crée une atmosphère tendue d'une manière plus mature. Dans le scénario, le chapitre se montre également plus complet que les autres.
Casa de Iara, de Rodrigo Aragão, où le public découvre l'histoire d'une femme trahie qui conclut un pacte avec le diable pour se venger du couple. Le dernier épisode est à l'origine de la fin de As Fábulas Negras et fait référence à la scène initiale de la production, lorsque quatre petits garçons se réunissent dans la forêt pour raconter et écouter des histoires macabres.

## Fiche technique
- Titre original brésilien : As Fábulas Negras[2]
- Réalisation : Rodrigo Aragão, José Mojica Marins, Peter Baiestorf (pt), Joel Caetano
- Scénario : Rodrigo Aragão, José Mojica Marins, Peter Baiestorf (pt), Joel Caetano
- Photographie : Alexandre Barcelos, Marcelo Castanheira
- Montage : Joel Caetano
- Producteurs :  Mayra Alarcón, Rodrigo Aragão, Ana Carolina Braga, Joel Caetano, Kika Oliveira, Hermann Pidner
- Société de production : Fábulas Negras
- Pays de production :  Brésil
- Langue originale : portugais
- Format : Couleurs - 1,78:1
- Genre : Film d'épouvante
- Durée : 93 minutes
- Date de sortie : 
  - Brésil : 24 janvier 2015 (Mostra de Cinema de Tiradentes)

## Distribution
- Mayra Alarcón : la folle / la professeur / la blonde de salle de bain
- Ricardo Araújo : un fou
- Anna Carolina Braga : Ana
- Marcelo Castanheira : un fou
- Walderrama Dos Santos : le loup-garou / le diable / le monstre des égouts
- Markus Konká : Pai Pedro
- César Coffin Souza : le colonel
- Foca Magalhães : Père Monstre
- Margareth Galvão : Propriétaire du collège
- Milena Bessa : Mère évangélique